# Flanc-garde
 (janvier 2023).
Si vous disposez d'ouvrages ou d'articles de référence ou si vous connaissez des sites web de qualité traitant du thème abordé ici, merci de compléter l'article en donnant les références utiles à sa vérifiabilité et en les liant à la section « Notes et références ».
Une flanc-garde est un groupe d'unités destiné à se déplacer sur le flanc de l'armée pour :
- en mouvement :
  - explorer le terrain afin d'éviter les surprises (prise de flanc),
  - garantir les manœuvres de l'armée et ses déploiements,

- en attaque :
  - faire écran et contenir l'ennemi sur une aile le temps que l'armée puisse lancer son attaque,
  - se porter en avant, fixer une partie des forces adverse pendant que l'armée frappe ses objectifs.

- en défense :
  - faire écran de façon à éviter que l'armée ne soit contournée sur ses positions de défense.

Afin de répondre à ces missions, une flanc-garde est souvent constituée de troupes assez mobiles (cavalerie, infanterie montée).